# Dorfkirche Mellen

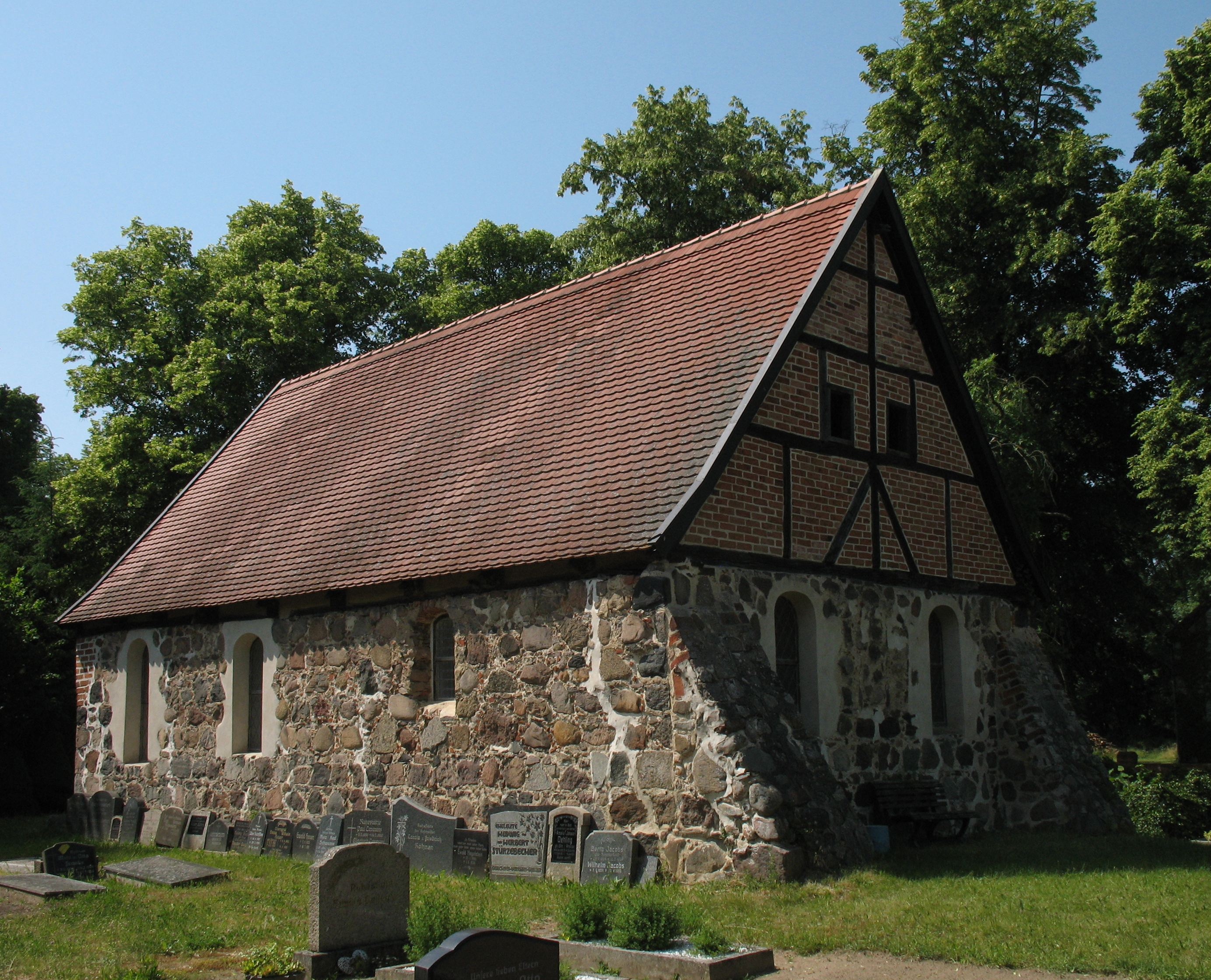
Dorfkirche Mellen

Die evangelische, denkmalgeschützte Dorfkirche Mellen steht in Mellen, einem Gemeindeteil der Stadt Lenzen (Elbe) im Landkreis Prignitz in Brandenburg. Die Kirche gehört zum Kirchenkreis Prignitz der Evangelischen Kirche Berlin-Brandenburg-schlesische Oberlausitz.

## Beschreibung
Die Saalkirche wurde um die Mitte des 14. Jahrhunderts aus Feldsteinen erbaut. Sie besteht aus einem Langhaus, das mit einem Satteldach bedeckt ist. Seine Westwand wird von zwei Strebepfeilern gestützt. Die Gefache der Giebel aus Holzfachwerk sind mit Backsteinen ausgefüllt.
Zur Kirchenausstattung gehört ein spätgotischer Flügelaltar, in dessen Altarretabel in der Mitte eine Mondsichelmadonna dargestellt ist, in den Flügeln sind es mehrere Heilige.